# Filippo Salviati

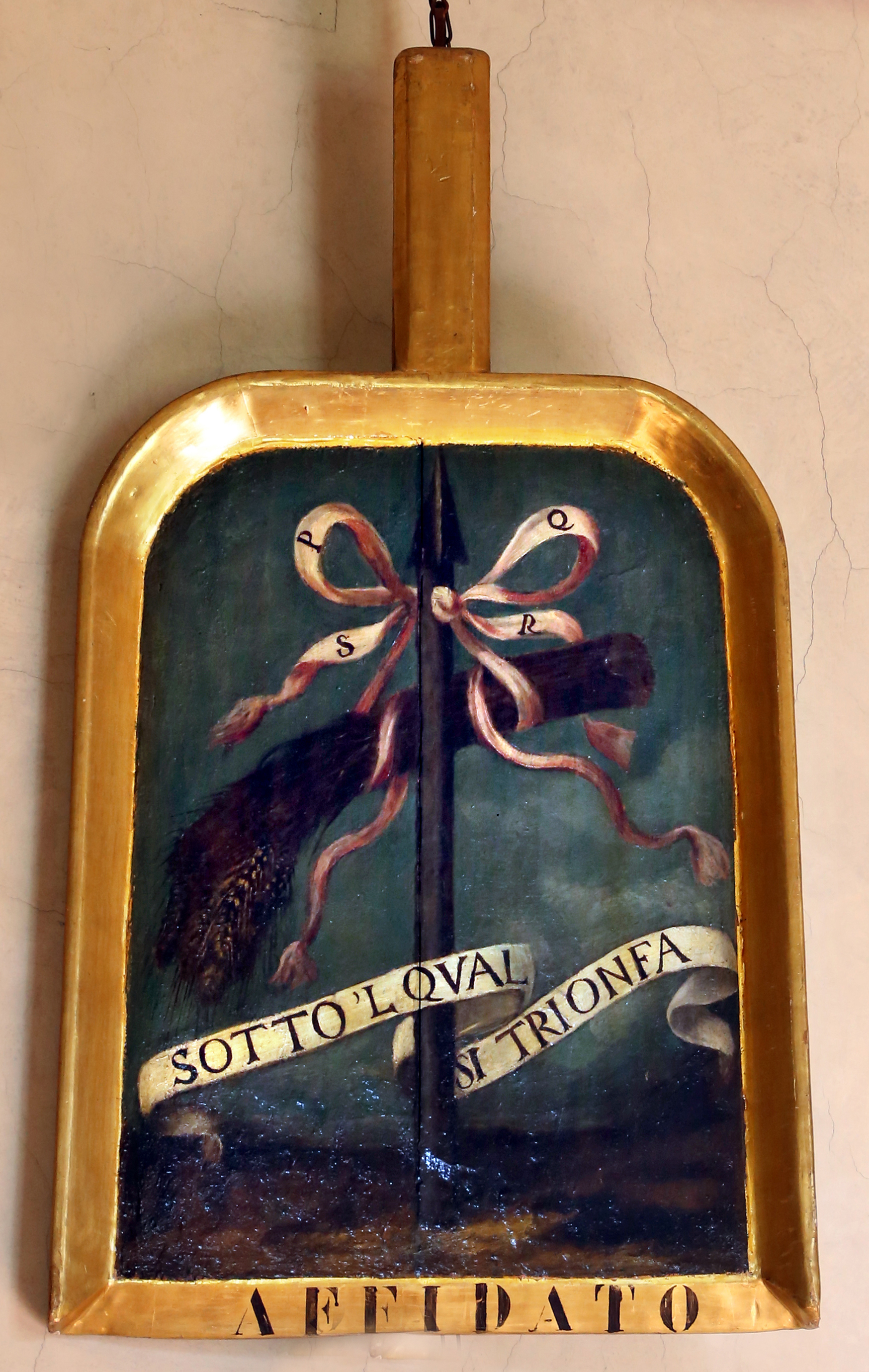
Pala ceremonial de la Accademia della Crusca perteneciente a 'Affidato' (Filippo Salviati)

Filippo Vincenzo Romolo Salviati (29 de enero de 1583 (Florencia)-22 de marzo de 1614 (Barcelona)) fue un noble italiano, científico y amigo de Galileo. Hoy en día se le recuerda principalmente porque aparece como una de las figuras de la controvertida obra de Galileo, el Diálogos sobre los dos máximos sistemas del mundo (Dialogo sopra i due massimi sistemi del mondo, 1632).

## Antecedentes familiares y primeros años de vida
Salviati era hijo de Averardo di Filippo y Alessandra di Giovambattista Nerli, quien murió poco después de su nacimiento. Su familia era rica y poderosa, relacionada con los Gran Ducado de Toscana por numerosos matrimonios. Cosme I de Medici, hijo de Maria Salviati, era primo de su abuelo, el senador Filippo Salviati, quien a su vez estaba casado con la hermana uterina del papa León XI.
Un tutor le enseñó gramática, latín, geometría y matemáticas, pero sus verdaderas preferencias eran la equitación, participar en torneos, esgrima, cazar y nadar. También amaba la música y era un hábil ejecutor de varios instrumentos. En 1595, a la muerte de su padre, se convirtió en alumno de su tío Antonio, quien empezó a formarle en los negocios de la familia. El 5 de septiembre de 1602 se casó con Ortensia, hija de Francesco Guadagni y Laura Bandini; su matrimonio fue acordado y patrocinado por el Gran Duque y el Cardenal Médici. El 28 de agosto de 1603 nació su única hija Alessandra, quien murió el 31 de octubre de 1610.
En la corte, Salviati participó en las celebraciones de la boda de María de Medici con Enrique IV de Francia en 1600. En 1608 participó en la preparación de los juegos festivos para la boda del príncipe Cosme II de Médici con María Magdalena de Austria. Como parte de estos, luego de un simulacro de combate naval titulado Los Argonautas, a la novia se le ofrecieron minerales preciosos de una roca alegórica del Arno. En el mismo año, fue el acompañante del príncipe Francisco de Médici durante el espectáculo de ballet de la Giostra de' venti.

## Desarrollo intelectual
A partir de la segunda mitad de 1606, Salviati comenzó a sumergirse en el estudio: durante diez horas al día se mantuvo alejado de otras personas y descuidó sus actividades habituales, comprando muchos libros. Primero perfeccionó su conocimiento del griego y el latín a través de la lectura de los clásicos, inicialmente bajo la guía de Giulio Libri, miembro de la Accademia della Crusca con el sobrenombre de 'Abburattato' ('Tamizado'), Sin embargo, pronto abandonó estas enseñanzas peripatéticas y abrazó los puntos de vista de Copérnico y la nueva filosofía natural.
Después de un largo período de disputas con su tío, finalmente decidió, en 1610, retirarse del negocio familiar para dedicar su tiempo a la filosofía natural. El 7 de julio de 1610, el propio Salviati se convirtió en miembro de la Accademia della Crusca (fundada por su antepasado Lionardo Salviati) con el apodo de 'Affidato' ('De confianza') Su pala ceremonial de membresía lleva la imagen de una punta de lanza romana de la que cuelga un manojo de trigo con el lema "sotto 'l qual si trionfa" tomado de un verso de la Canzone XLIX de Petrarca ('Oh escudo sólido para los pueblos oprimidos / contra los golpes de la Muerte y la Fortuna / bajo los cuales triunfamos'). Contribuyó a la finalización exitosa del Vocabolario della Crusca, como el principal financiador de la primera impresión en 1612.

## Colaboración con Galileo
En 1610, la estrecha relación de Salviati con Galileo Galilei también estaba firmemente establecida. En julio de 1611, la residencia florentina de Salviati en via del Palagio fue elegida como lugar para un concurso experimental entre Galileo y el aristotélico Lodovico delle Colombe sobre la física de los cuerpos flotantes. Desde enero de 1611, recibió a Galileo durante largos períodos en su villa Le Selve en Lastra a Signa, donde Galileo continuó sus observaciones sobre los planetas mediceos y desarrolló sus teorías sobre las manchas solares. Esto condujo a la redacción de las tres famosas cartas sobre las manchas solares a Marcus Welser (lettere sulle macchie solari, 1613). A medida que se desarrollaba su relación, Galileo patrocinó y apoyó la membresía de Salviati en la Accademia dei Lincei en septiembre de 1612. En 1617 Federico Cesi, fundador de los Lincei, se casó con la prima de Salviati, Isabella.

## Enemistad con los Medici
En la época en que Salviati estaba ayudando a Galileo, se vio envuelto en una disputa inusual con algunos miembros de la familia Médici. El 26 de abril, la carroza de Bernardetto de Médici participaba en una procesión ordenada por filas en la Via Romana cuando fue adelantada por una carroza anónima. Más tarde resultó ser de Salviati, aunque no estaba presente y estaba ocupado por amigos suyos. Los Medici respondieron enviando a sus sirvientes a perseguir el carruaje e insultar a los ocupantes en la vía pública con amenazas de una paliza. La ofensa se agravó al día siguiente cuando el mismo grupo, nuevamente sin Salviati, amenazó al hermano de Bernardetto, el abad Ottaviano de Médici. Don Ottaviano se sintió gravemente ofendido, y de ahí el origen de su rencor contra Salviati. A pesar de la intervención de muchos intermediarios influyentes, el asunto no pudo resolverse satisfactoriamente.
En noviembre de 1611, el propio Gran Duque trató de reconciliar a las partes, pero cuando se dirigía a la reunión acordada, Salviati fue atacado y herido por los hombres de Ottaviano. El 2 de enero de 1612, el Gran Duque logró finalmente concertar la paz imponiendo a ambas partes el silencio perpetuo sobre el asunto. Salviati partió inmediatamente hacia Le Selve con Galileo. Berdardetto y Ottaviano de' Medici, descontentos con la tregua acordada, ordenaron el asesinato de Salviati, enviando asesinos desde el Reino de Nápoles. Se descubrió su plan y Salviati hizo colocar rejas sobre las ventanas de Le Selve.
En 1613 el Santo Oficio recibió una denuncia contra Salviati. Tal vez advertido, el 23 de octubre de 1613 Salviati abandonó Florencia repentinamente para no volver jamás. Viajó por el norte de Italia, conociendo a eruditos y personas influyentes, contándoles sobre los descubrimientos de Galileo. En noviembre estuvo en la República de Venecia, donde conoció a Cesare Cremonini, y en diciembre, en Génova, donde conoció a Giovanni Battista Baliani.

## Muerte y legado
Embarcado en enero para España, Salviati murió de un ataque de asma en Barcelona el 22 de marzo de 1614. Fue enterrado temporalmente en el convento de San Francisco hasta el 15 de mayo, cuando su cuerpo fue devuelto a Florencia y enterrado en la capilla familiar de la iglesia de San Marcos Viejo. Niccolò Arrighetti pronunció su oración fúnebre; en Roma Federico Cesi le rindió homenajes solemnes y le encargó su biografía a Josse De Rycke, quien compuso sólo un poema y un cenotafio. Una estatua de él se encuentra en Padua.
Muchos años después de la muerte de su amigo, Galileo lo recreó como personaje en su controvertido Diálogos sobre los dos máximos sistemas del mundo (1632) y en el Dos nuevas ciencias (1638). En estas obras, el personaje de Salviati es un experto matemático copernicano, a quien Galileo utiliza para argumentar puntos de vista controvertidos o potencialmente heréticos y, en última instancia, ganar la discusión.